# 維利恰 (波利斯克區)
51°21′35″N 29°25′53″E / 51.35972°N 29.43139°E

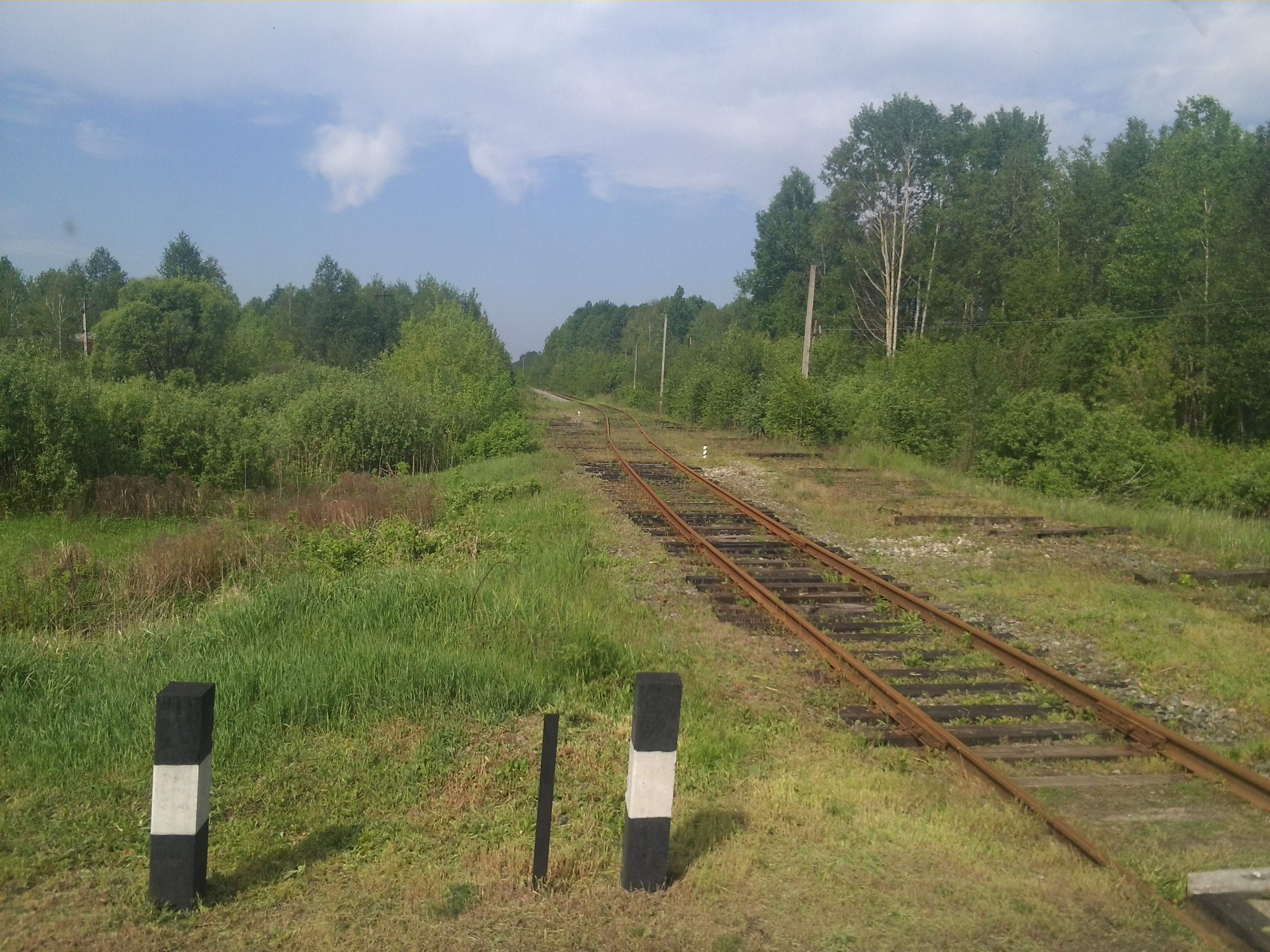
維利恰車站附近的鐵軌

維利恰（烏克蘭語：Вільча），是烏克蘭中北部基輔州维什霍罗德区的旧市级镇，现由切尔诺贝利隔离区管辖。處於別列熱斯季河畔，始建於1926年，海拔高度151米，2012年人口仅有3人。
2022年2月至4月期間，當地被俄羅斯佔領。